# Velm
Velm is een dorp in de Belgische provincie Limburg en een deelgemeente van Sint-Truiden, het was een zelfstandige gemeente tot aan de gemeentelijke herindeling van 1977.
Velm is een Haspengouws woondorp dat op 6 kilometer ten zuidwesten van Sint-Truiden gelegen is. In het oosten passeert de N80, de weg van Sint-Truiden naar Namen en in het westen loopt de spoorlijn van Sint-Truiden naar Landen waar Velm tot in 1957 een station had.

## Geschiedenis
Velm werd voor het eerst vermeld in 790 als Falmia. Vanaf 982 werd het Velme genoemd. Opmerkelijk is dat in het plaatselijke dorpsdialect nog steeds gesproken wordt over "Fallem", een duidelijke verbastering van de dorpsnaam in de 8ste eeuw. Oorspronkelijk was Velm een leen van de Abdij van Gorze bij de Franse stad Metz. In de 16e eeuw werd de heerlijkheid verkocht aan het prinsbisdom Luik. Prins-bisschop Everhard van der Marck schonk de rechten onmiddellijk daarna aan het Kapittel van Sint-Lambertus te Luik.
Bij het ontstaan van de gemeenten in 1795 werd Velm een zelfstandige gemeente. Het was oorspronkelijk een landbouwdorp maar ontwikkelde zich in de 20e eeuw tot een woondorp. In 1977 werd de gemeente Velm opgeheven en werd het een deelgemeente van Sint-Truiden.

## Demografische ontwikkeling
- Bronnen:NIS, Opm:1831 tot en met 1970=volkstellingen; 1976 = inwoneraantal op 31 december

## Bezienswaardigheden
- De classicistische Sint-Martinuskerk uit 1783. In 1912 werd de kerk uitgebreid met een transept en een koor.
- Het eveneens classicistische voormalige Jozefietenklooster uit de 18e eeuw, ook wel bekend als het Kasteel van Schoor. Het gebouw is nu een school voor taalonderwijs.
- Het Kasteel Peten, een neoclassicistisch kasteel uit de 19e eeuw. Hier was, tot voor enkele jaren, een technische school in ondergebracht. Na een tiental jaar van leegstand is het Kasteel gerestaureerd in een woon- en leefproject 'Triamant Haspengouw'.
- In de deelgemeente zijn nog verscheidene gesloten hoeven uit de 18e en 19e eeuw gelegen.
- Een mechanische maalderij (1901) en een jeneverstokerij (vierde kwart 19e eeuw) zorgden voor enige industriële activiteit. De gebouwen daarvan bestaan nog steeds.

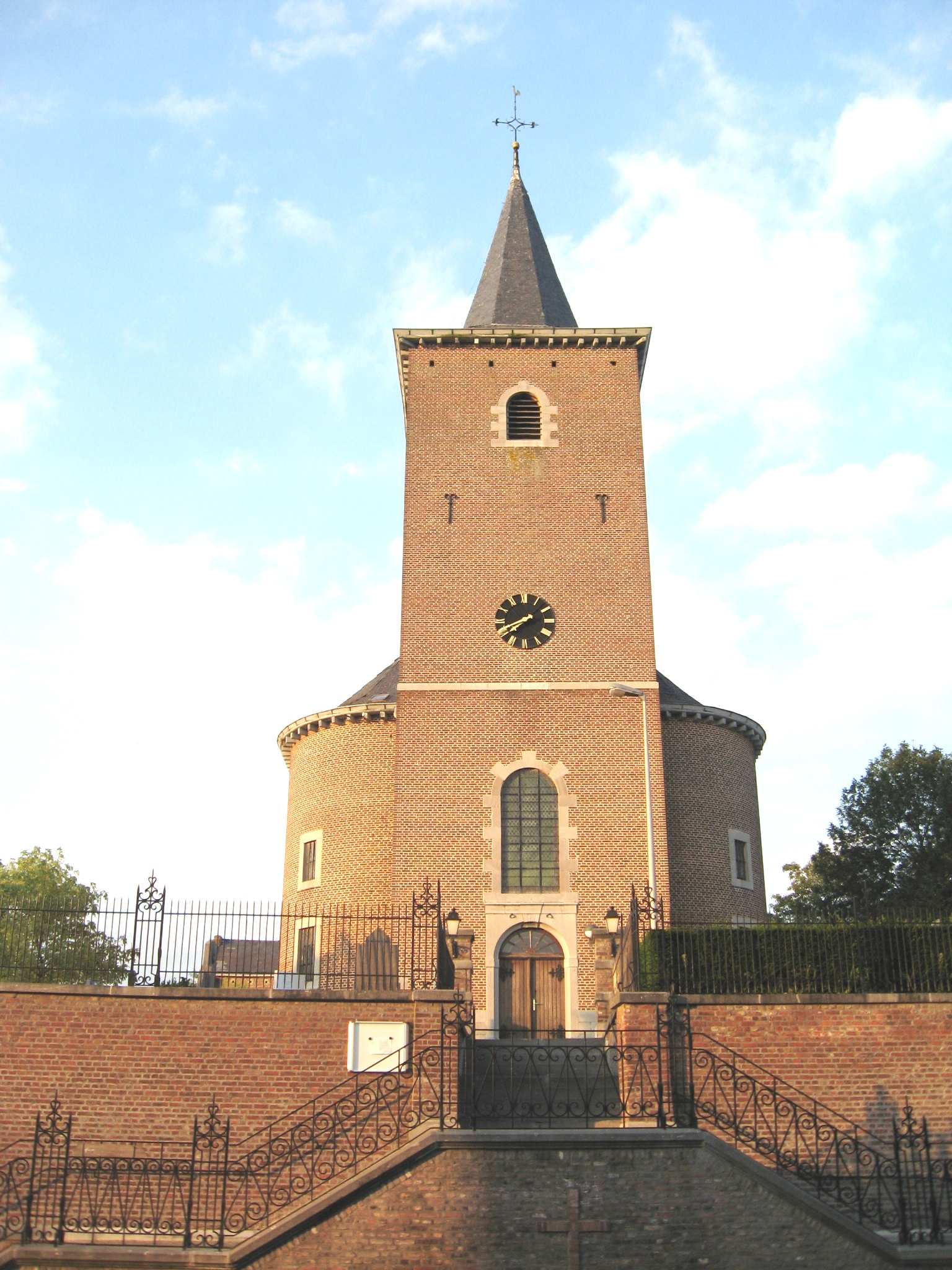
De Sint-Martinuskerk
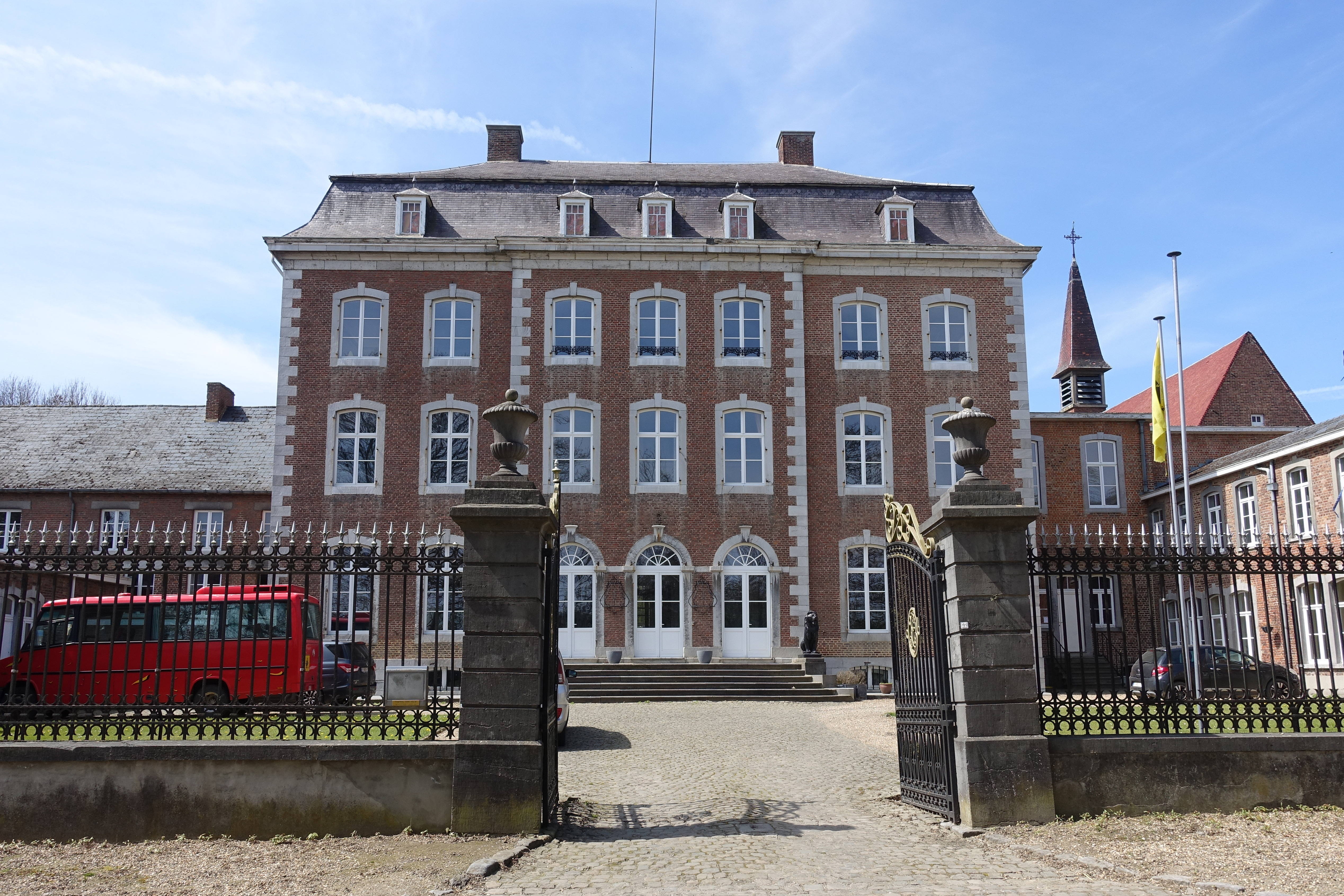
Kasteel van Schoor
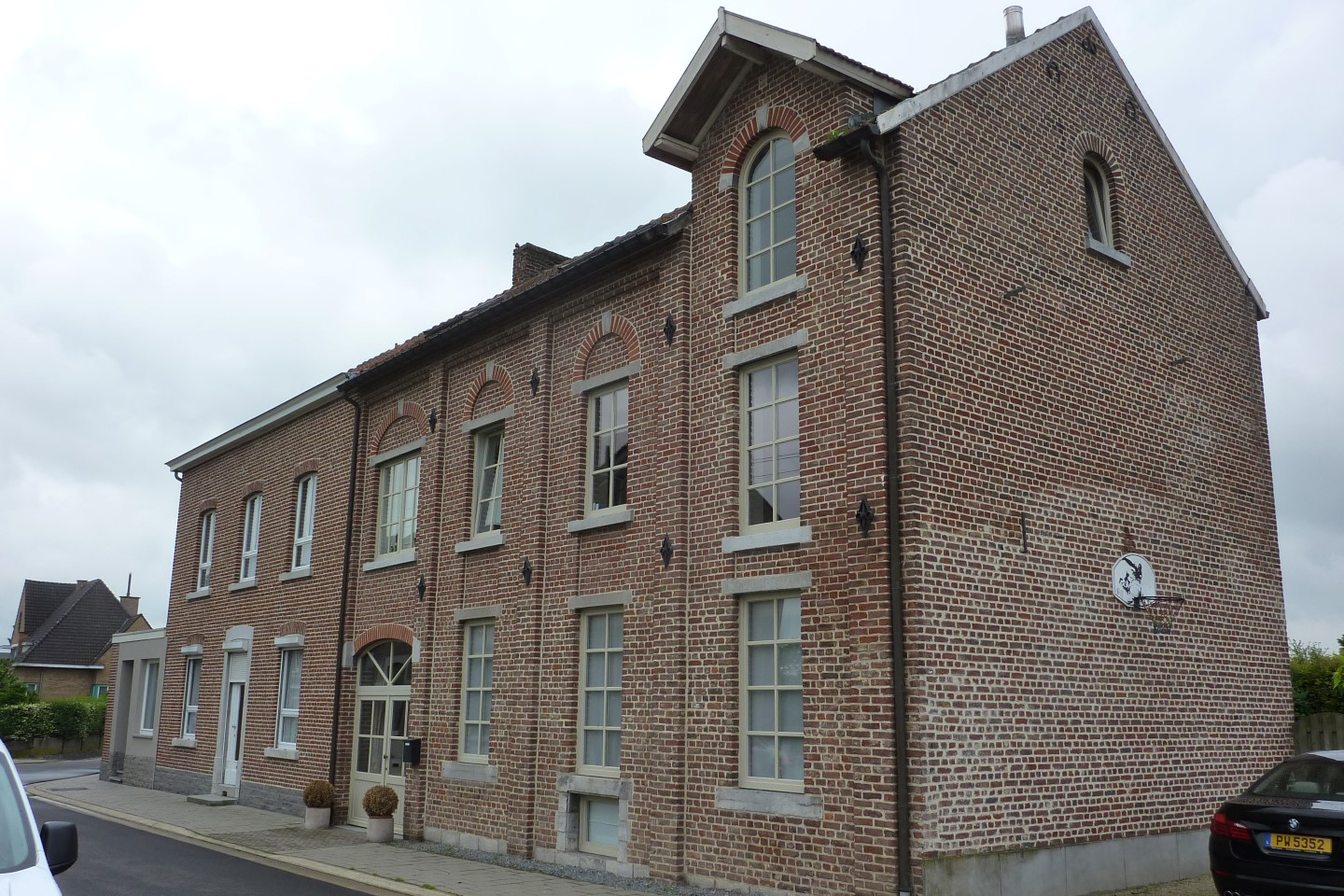
Vroegere jeneverstrokerij in Velm

## Natuur en landschap
Velm is gelegen in Droog-Haspengouw. Hier ontspringt de Molenbeek, welke in noordelijke richting stroomt, zich ten westen van Sint-Truiden voortzet, en uiteindelijk in de Melsterbeek uitmondt. Naar het zuiden toe loopt de hoogte op van 52 meter tot ruim 100 meter.
De landbouwbedrijvigheid wordt vooral door de fruitteelt gekenmerkt.

## Sport
Velm is ook een thuisbasis van voetbalclub Velm VV die uitkomt in de tweede provinciale. In 2018 werd er ook officieel de kunstgrasveld ingehuldigd door de Truiense burgemeester Veerle Heeren.

## Hobbys
Velm is ook een thuisbasis van Scouts en gidsen Vlaanderen Sint-Martinus.

## Nabijgelegen kernen
Halmaal, Halle, Gussenhoven, Attenhoven, Gingelom, Muizen, Kerkom-bij-Sint-Truiden